# Exidmonea arcuata
Exidmonea arcuata är en mossdjursart som beskrevs av Ostrovsky och Taylor 1996. Exidmonea arcuata ingår i släktet Exidmonea och familjen Tubuliporidae. Inga underarter finns listade i Catalogue of Life.